# 张建会
张建会（1960年4月—），别署晓浅，男，山东阳信人，生于天津，中国书法家，一级美术师，中国书法家协会副主席，天津市文学艺术界联合会副主席，天津市书法家协会主席。

## 社会兼职
2021年1月27日，中国书法家协会第八次全国代表大会召开，他担任中国书法家协会副主席。